# Pterigynandrum filiforme
Pterigynandrum filiforme là một loài Rêu trong họ Pterigynandraceae. Loài này được Hedw. miêu tả khoa học đầu tiên năm 1801.